# Place du Canada (Montreal)

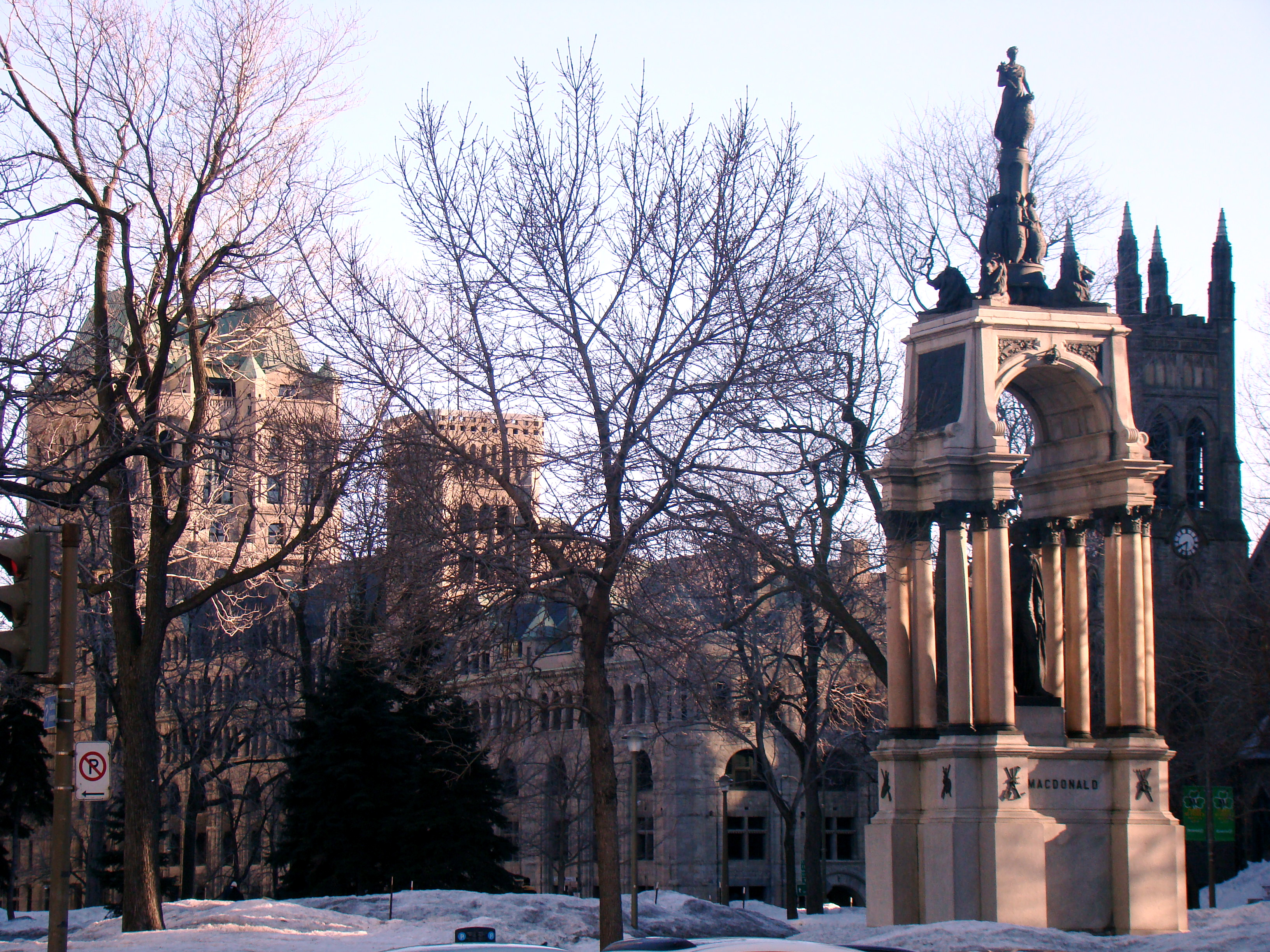
Place du Canada mit St.-George-Kirche und Macdonald-Denkmal

Die Place du Canada ist ein 14.000 m² großer Platz in Montreal. Sie befindet sich im zentralen Stadtbezirk Ville-Marie zwischen dem Boulevard René-Lévesque, der Rue de la Cathédrale, der Rue de La Gauchetière und der Rue Peel. Der im Jahr 1872 eröffnete Platz ist als urbane Parkanlage gestaltet. Nordwestlich des Boulevards schließt sich der Square Dorchester an. Beide Plätze trugen bis 1967 denselben Namen, Square Dominion.

## Bauwerke

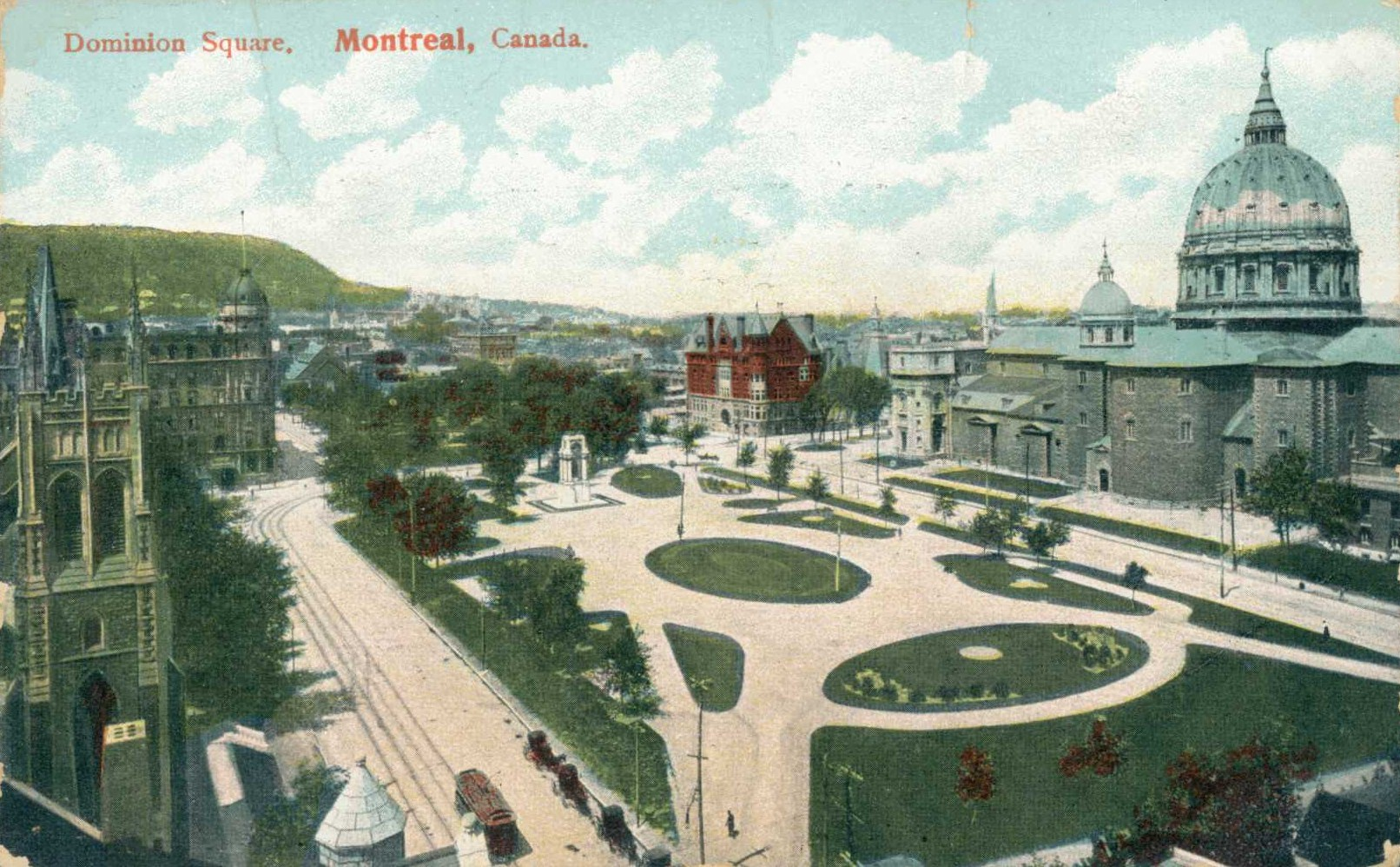
Ansicht im Jahr 1911

Auf allen vier Seiten ist die Place du Canada von herausragenden Bauwerken umgeben. Die Kathedrale Marie-Reine-du-Monde de Montréal an der Rue de la Cathédrale nimmt die gesamte Nordostseite ein. Der Wolkenkratzer 1000 de La Gauchetière, das Hotel Marriott Château Champlain und der ehemalige Hauptbahnhof Gare Windsor an der Rue de La Gauchetière bilden die südöstliche Begrenzung. An der Rue Peel im Südwesten befindet sich die St. George’s Anglican Church. Auf der gegenüberliegenden Straßenseite des Boulevard René-Lévesque befinden sich die Wolkenkratzer Tour CIBC und Édifice Sun Life.
Auf der Place du Canada stehen zwei Denkmäler. Der englische Bildhauer George Edward Wade schuf 1895 ein 18 Meter hohes Denkmal zu Ehren des ersten kanadischen Premierministers John Macdonald. Flankiert wird es von zwei Kanonen aus dem Krimkrieg, ein Geschenk von Königin Victoria. 1924 wurde das Kenotaph enthüllt, in Erinnerung an die Gefallenen des Ersten Weltkriegs.
Die Place du Canada bietet Zugang zu mehreren Verkehrsbauwerken. Am südöstlichen Ende befindet sich der Eingang zur Metrostation Bonaventure. Von dort aus kann auch die weit verzweigte Montrealer Untergrundstadt erreicht werden. Nur wenige hundert Meter entfernt liegen die Bahnhöfe Gare Centrale und Gare Lucien-L’Allier.

## Geschichte

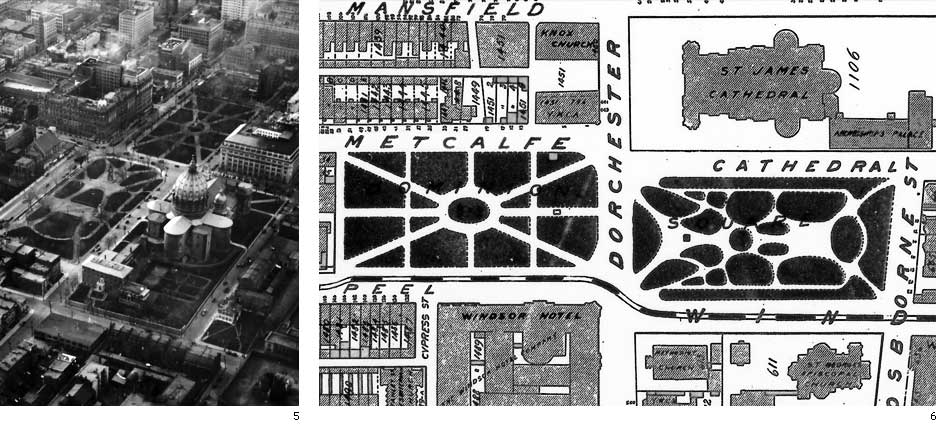
Foto und Plan des Square Dominion (1907 bzw. 1927)

1775 erwarb die jüdische Gemeinschaft Shearith Israel ein Grundstück am heutigen Standort der St.-George-Kirche und richtete dort einen Friedhof ein. Die katholische Pfarrei Notre-Dame de Montréal kaufte 1799 die östlich angrenzende Parzelle und nutzte diese für den Friedhof Saint-Antoine. 1812 errichtete sie eine kleine Kapelle und erweiterte den Friedhof. 1854 ließ die Stadt die im katholischen Friedhof bestatteten Toten exhumieren und in den neuen Friedhof Mont-Royal überführen, die jüdischen Gräber folgten bis 1869.
1870 erwarb die Stadt das Gelände, zwei Jahre später wurde der Square Dominion offiziell eröffnet. In der Folge entstanden rund um den Platz zahlreiche repräsentative Gebäude. 1967 erhielt der südöstliche Teil des Square Dominion aus Anlass des hundertjährigen Bestehens der kanadischen Konföderation die Bezeichnung Place du Canada, 1987 wurde der nordwestliche Teil in Square Dorchester umbenannt. Am 27. Oktober 1995, drei Tage vor dem Québec-Referendum 1995, versammelten sich rund 100.000 Menschen auf dem Platz, um für die Einheit Kanadas und gegen die Unabhängigkeit Québecs zu demonstrieren; es handelte sich um die bis dahin größte politische Demonstration in der Geschichte des Landes. Von 2009 bis 2012 wurden auf beiden Plätzen umfangreiche Renovationsarbeiten durchgeführt.